# Каторсе (Сан-Луис-Потоси)
Като́рсе (исп. Catorce) — муниципалитет в Мексике, входит в штат Сан-Луис-Потоси. Население — 9716 человек.
Столицей муниципалитета является одноимённый (и крупнейший) населённый пункт, в котором проживают 1392 человека.

## География
Муниципалитет Каторсе расположен к северу от штата Сан-Луис-Потоси, в  Альтиплано - одном из трёх регионов этого штата, площадь муниципалитета составляет 1866 квадратных километров, высота территории над уровнем моря  лежит в пределах от 1700 до 3200 метров.
Он ограничен на севере муниципалитетом Ванегас , на северо-востоке - муниципалитетом Седраль , на востоке - муниципалитетом Вилья-де-ла-Пас и муниципалитетом Вилья-де-Гуадалупе , на юге - муниципалитетом Чаркас и юго-запад с муниципалитетом Санто Сандей ; на северо-западе он ограничивается штатом Сакатекас , в частности, муниципалитетом Мазапил.

## Демография
Согласно переписи населения и жилого фонда 2010 года, проведенной Национальным институтом статистики и географии, общая численность населения муниципалитета Каторче составляет 9 716 человек, из которых 4932 мужчины и 4784 женщины. 